# Macrocerus sucinopenninus
Macrocerus sucinopenninus (лат.) — ископаемый вид жуков-мягкотелок рода Macrocerus. Обнаружены в янтаре Европы (Россия, Балтийский янтарь, возраст около 35 млн лет). Мелкие жуки, длина тела 2,4 мм (в основном, коричнево-чёрного цвета). Вид был впервые описан в 2010 году польскими колеоптерологами А. Кушкой (Antoni Kuśka, 1940—2010; Department of Biological Sciences, Academy of Physical Education Katowice, Катовице, Польша) и Ивоной Каня (Iwona Kania; University of Rzeszów, Жешув) под первоначальным названием Malthodes sucinopenninus Kuśka & Kania, 2010. Сходен с видом Malthodes penninus Baudi di Selve. В 2013 году включён в состав рода Macrocerus Motschulsky, 1845 вместе с несколькими другими видами.